# Tamatoa Wagemann
Tamatoa Wagemann (né le 18 mars 1980 à Papeete) est un footballeur tahitien, jouant actuellement pour l'AS Dragon. Il est aussi international tahitien.

## Biographie
Tamatoa Wagemann quitte son île natale à l'âge de 16 ans, pour rejoindre le centre de formation du RC Strasbourg. Par la suite, il dispute une saison au FC Haguenau, en quatrième division, avant d'effectuer un bref séjour de six mois au Waldhof Mannheim, en deuxième division allemande. La suite de sa carrière l'a mené à l'Eintracht Bad Kreuznach et au SV Linx puis en Suisse, au FC Alle.
Trois ans plus tard, le Tahitien retourne en France et rejoint le SO Cholet. C'est à cette époque que Wagemann a commencé à développer son activité d'entraîneur personnel. Petit à petit, le football est passé au second plan. Il dispute sa dernière saison en métropole en 2011-2012 au FC Challans avant de retourner à Tahiti sur les conseils du sélectionneur tahitien Eddy Etaeta.
Comme beaucoup de ses coéquipiers en sélection, Wagemann évolue à l'AS Dragon, où il fait figure de titulaire en défense centrale aux côtés du capitaine tahitien Nicolas Vallar.
Tamatoa Wagemann remporte avec ses coéquipiers en sélection la Coupe d'Océanie 2012. La victoire des « Toa Aito » les qualifie pour la Coupe des Confédérations, sa dernière compétition internationale.